# 大師山寺
大師山寺（だいしさんじ）は、奈良県吉野郡吉野町上市にある寺院。正式名称は大師山妙法寺。
開創は奈良時代。聖武天皇勅願寺の法楽寺の塔中の一院にして開基は行基菩薩。観世音菩薩の一宇を設けた。桜町天皇が御宇再興し、延享2年（1745年）に新四国八十八ヶ所霊場（写し霊場）を開眼供養し、金毘羅大権現、奉祀四国八十八ヶ所霊場、弘法大師、不動明王等を勧請した霊刹である。
平安時代修験道の中興の祖聖寳理源大師の縁の地として、柳の渡し、桜の渡しの中間にあり昔より吉野川の禊の更褌（かえふんどし）『力褌』の授与のお大師山として行者や山伏また伊勢、熊野詣での参拝者に親しまれてきた。
ここ吉野より南に1日、西に2日歩き高野山の聖地を見つけた弘法大師空海も歩いた、お山を越えると芋峠を抜け、明日香に続く街道がある。
東西には伊勢街道があり南北に熊野街道と分岐点になり栄えた。
近世には辯天宗第一世管長（大森智祥 - おおもりちしょう）の御寺（大師堂）としても名高く、住職のほとんどが、ここで遷化する事無く、他の寺で活躍し出世の寺とも言われ、良縁に恵まれる人も多い。
南向きのお山で眺望も良く、紅葉の名所として秋には人が多い。お山に四国八十八ヶ所の御社を配置し一ヶ寺ごと地元の人々が責任を持ち守られている、1時間ほどでまわる事が出来る。
奈良県中南部の大師信仰の聖地。
身代わり大師堂(首無し大師)は頭の上からのお願い事が良くきくと頭の病気治癒、合格祈願、就職祈願に訪れる人が多い。
大和上市のお大師さんとして全国各地よりお参りがある。
吉野町まちじゅう図書館の一つに指定される。